# Sichelle
Sichelle Mcmeo Aksum (Oslo, 14 maggio 1988) è una cantante norvegese.

## Biografia
Nata da padre grenadino e da madre norvegese, Sichelle è salita alla ribalta nel 2007 con il suo singolo di debutto Fuck deg, la versione in lingua norvegese di Fuck dig della cantante danese Anna David. Il brano di Sichelle ha trascorso cinque mesi nella top 20 norvegese, di cui tre al primo posto, ed è stato certificato disco di platino dalla IFPI Norge con oltre 10 000 copie vendute a livello nazionale. Ha inoltre fruttato alla cantante una candidatura ai premi Spellemann, il principale riconoscimento musicale norvegese, per la hit dell'anno.
All'inizio del 2008 è stato pubblicato Min, il secondo singolo, che ha raggiunto la 5ª posizione nella classifica nazionale e che ha anticipato l'album di debutto eponimo della cantante, uscito nell'estate dello stesso anno.
Nel 2009 Sichelle ha partecipato al Melodi Grand Prix, il programma di selezione del rappresentante norvegese all'Eurovision Song Contest, presentando il suo nuovo singolo Left/Right, ma non si è qualificata per la finale. Ha preso nuovamente parte alla selezione eurovisiva nazionale nel 2011 con Trenger mer, e anche questa volta è stata eliminata nella semifinale.

## Discografia

### Album in studio
- 2008 – Sichelle

### Singoli
- 2007 – Fuck deg
- 2008 – Min
- 2008 – Freaky
- 2009 – Left/Right
- 2010 – Kun for meg
- 2011 – Trenger mer